# Jiga'el Tumarkin

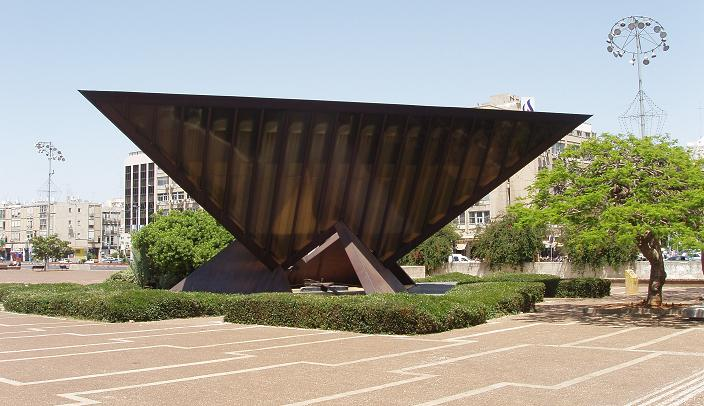
Tumarkinův památník obětem holocaustu na Rabinově náměstí v Tel Avivu

Jiga'el Tumarkin (hebrejsky: יגאל תומרקין, rodným jménem Peter Martin Gregor Heinrich Hellberg; 23. října 1933, Drážďany, Německá říše – 12. srpna 2021) byl jeden z předních izraelských malířů a sochařů.

## Biografie
Narodil se v Drážďanech a do britské mandátní Palestiny přišel spolu se svými rodiči v rámci páté aliji jako dvouletý v roce 1935. Po nástupu na povinnou vojenskou službu u Izraelských obranných sil sloužil u Izraelského vojenského námořnictva a po absolvování své vojenské služby studoval sochařství v umělecké vesnici Ejn Hod poblíž hory Karmel. Z jeho nejslavnějších děl lze jmenovat například památník holocaustu na Rabinově náměstí v Tel Avivu (dříve náměstí Králů Izraele) či řadu skulptur v Negevské poušti.
V roce 2004 mu byla udělena Izraelská cena za sochařství. Ta je udílena od roku 1953 a patří mezi nejvyšší izraelská státní vyznamenání.

## Galerie

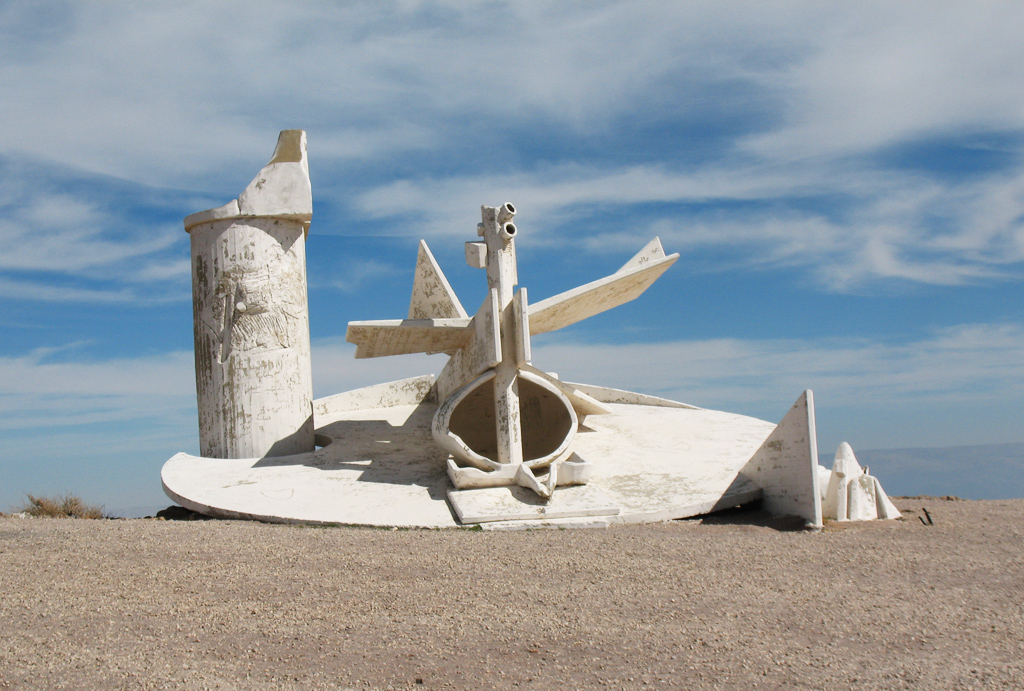
Skulptura v Micpe Moav u Aradu
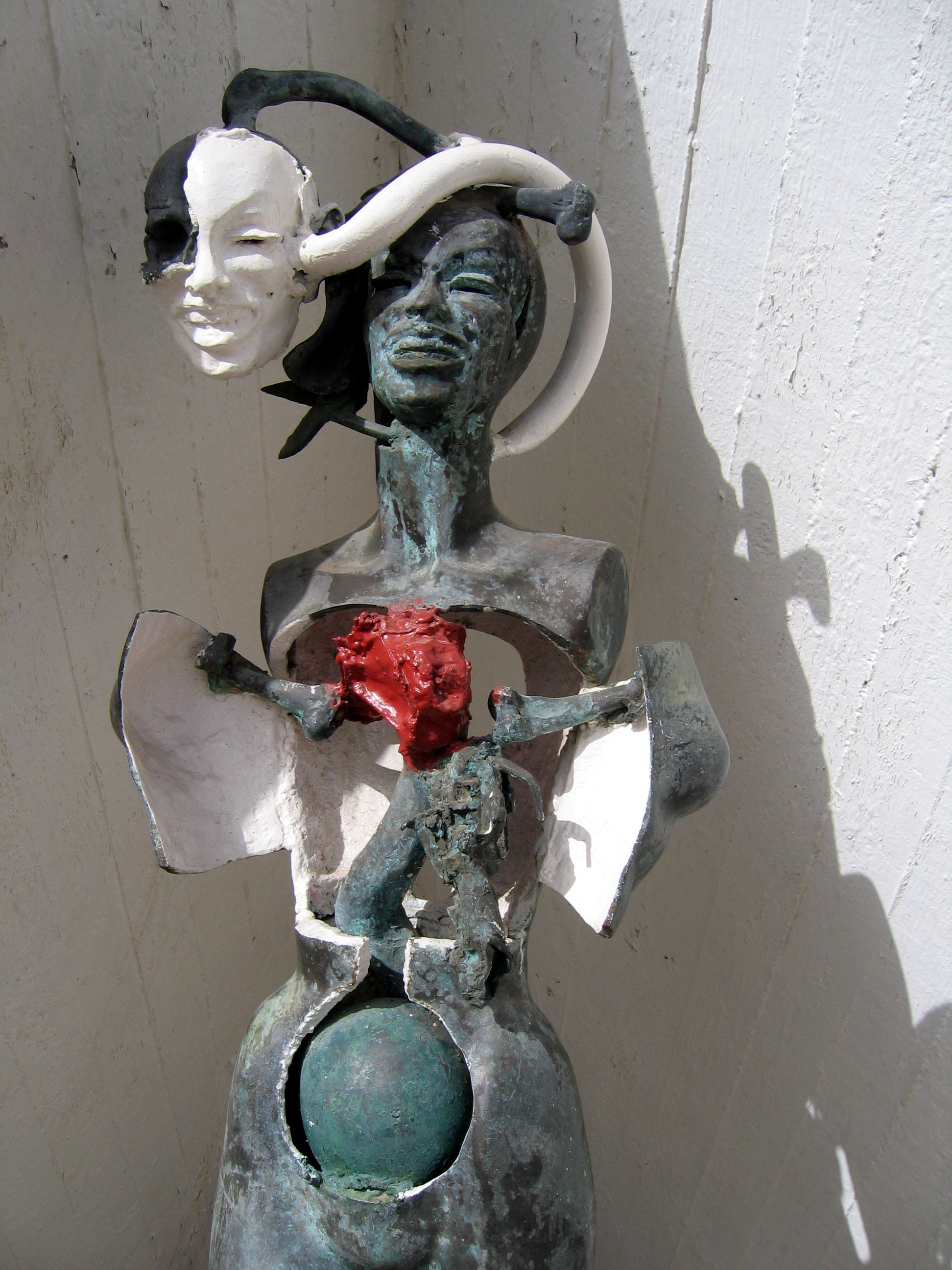
Skulptura v Tumarkinově zahradě soch v Cholonu
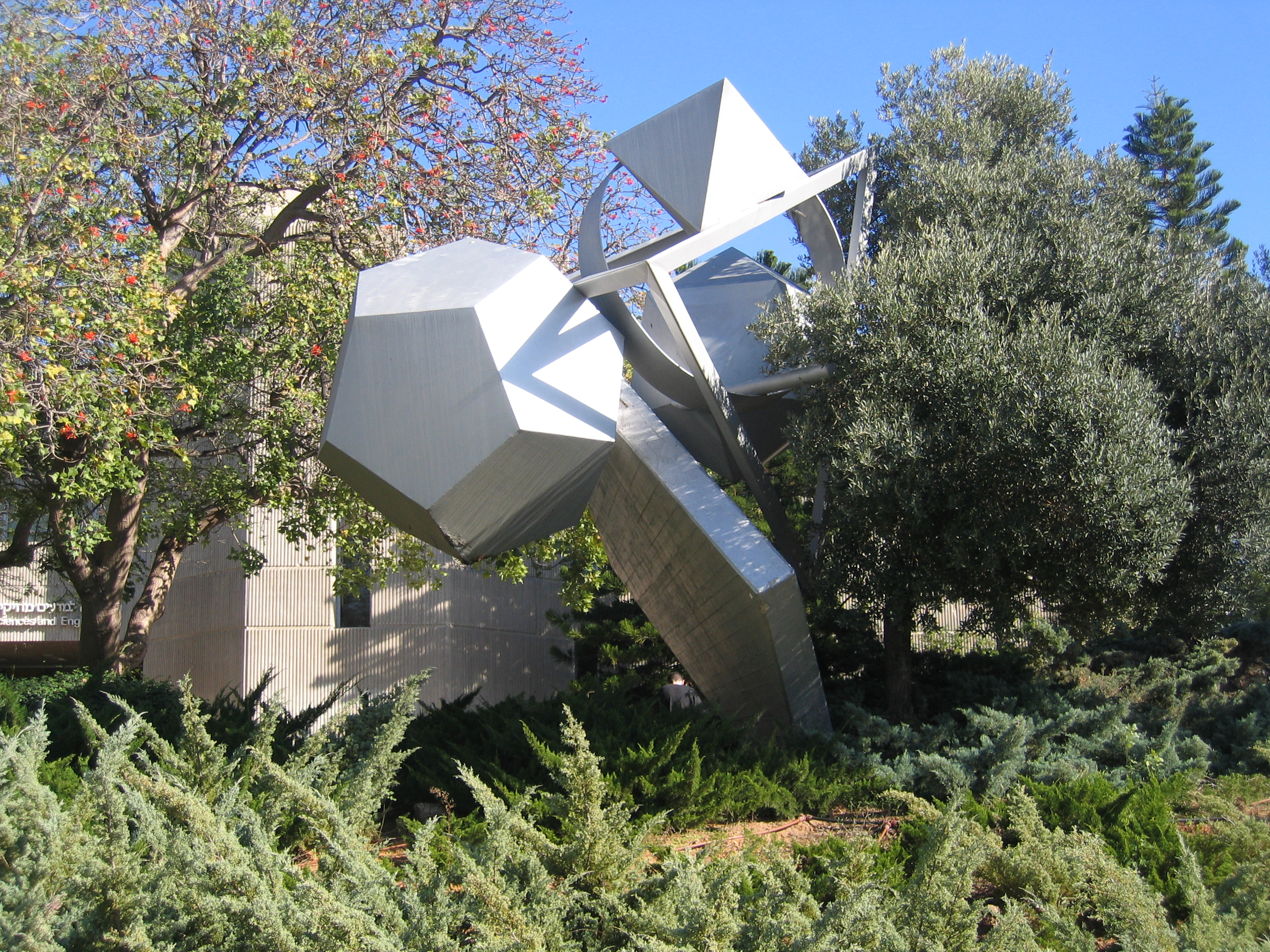
Homage to Johann Kapler v areálu Telavivské univerzity
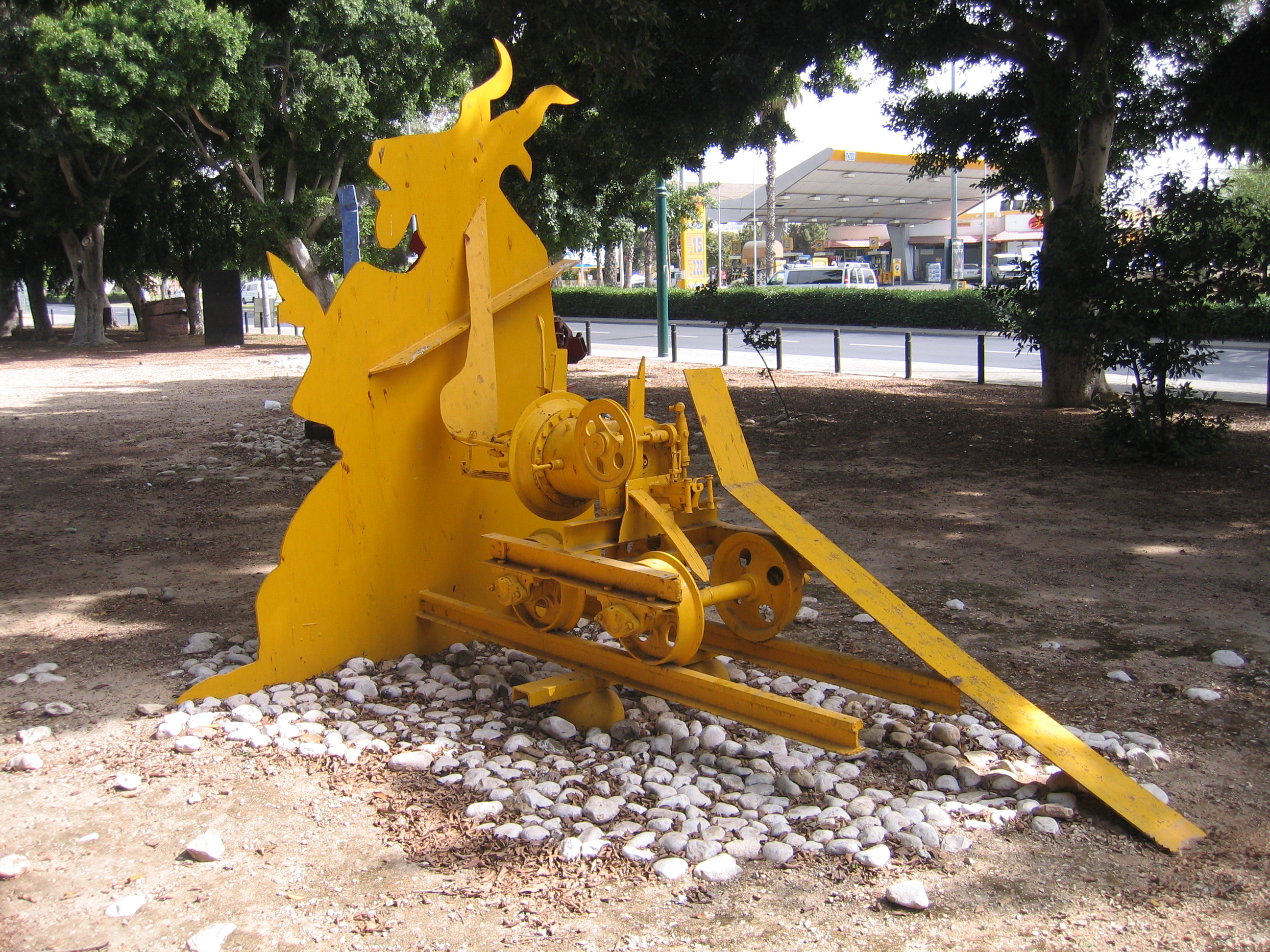
Witches Sabbath v telavivském parku Abu Nabut
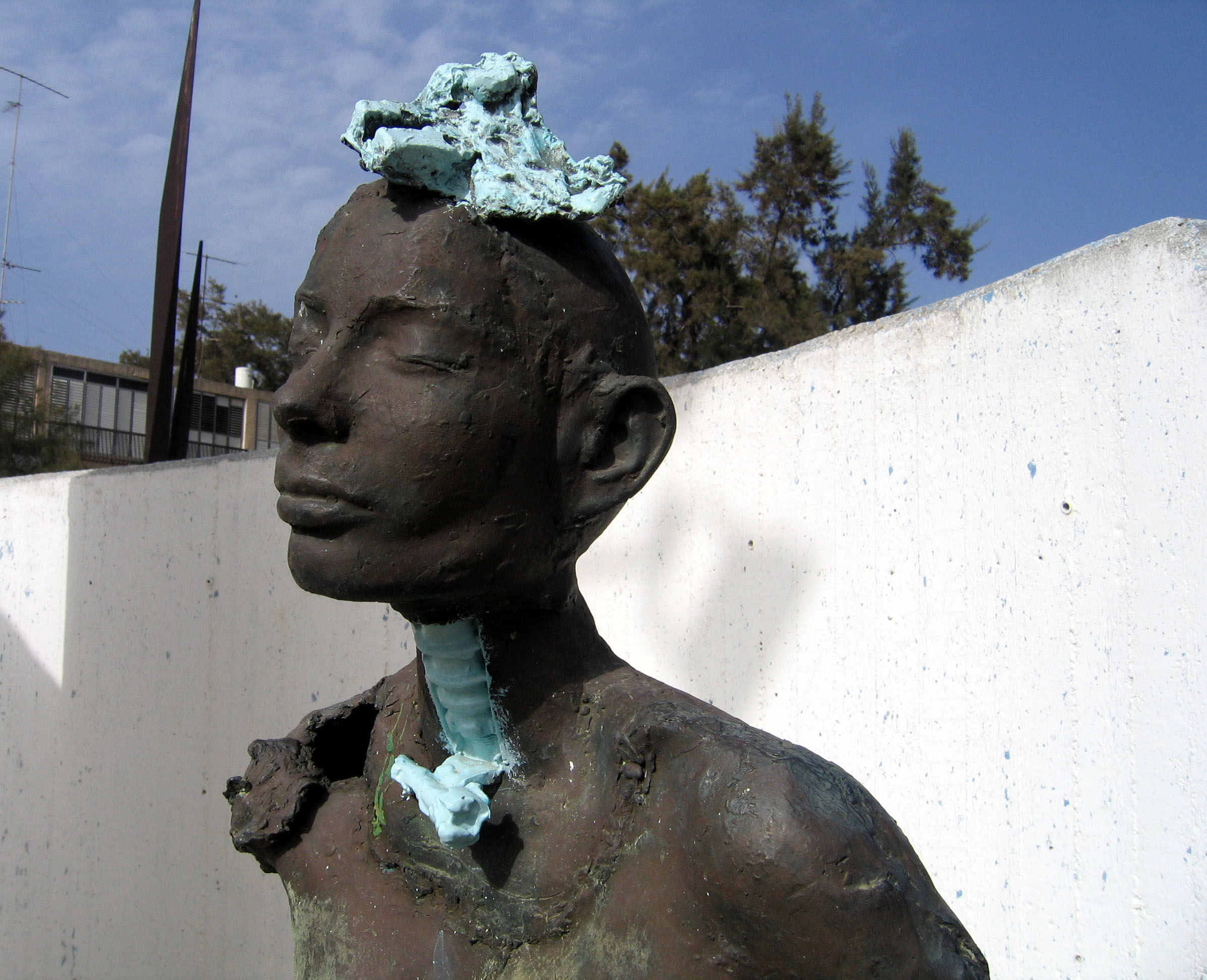
Skulptura v Tumarkinově zahradě soch v Cholonu
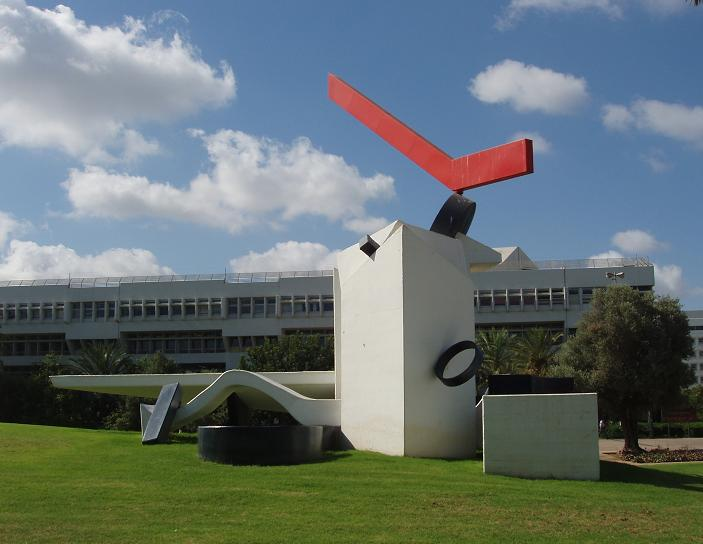
Skulptura v areálu Telavivské univerzity
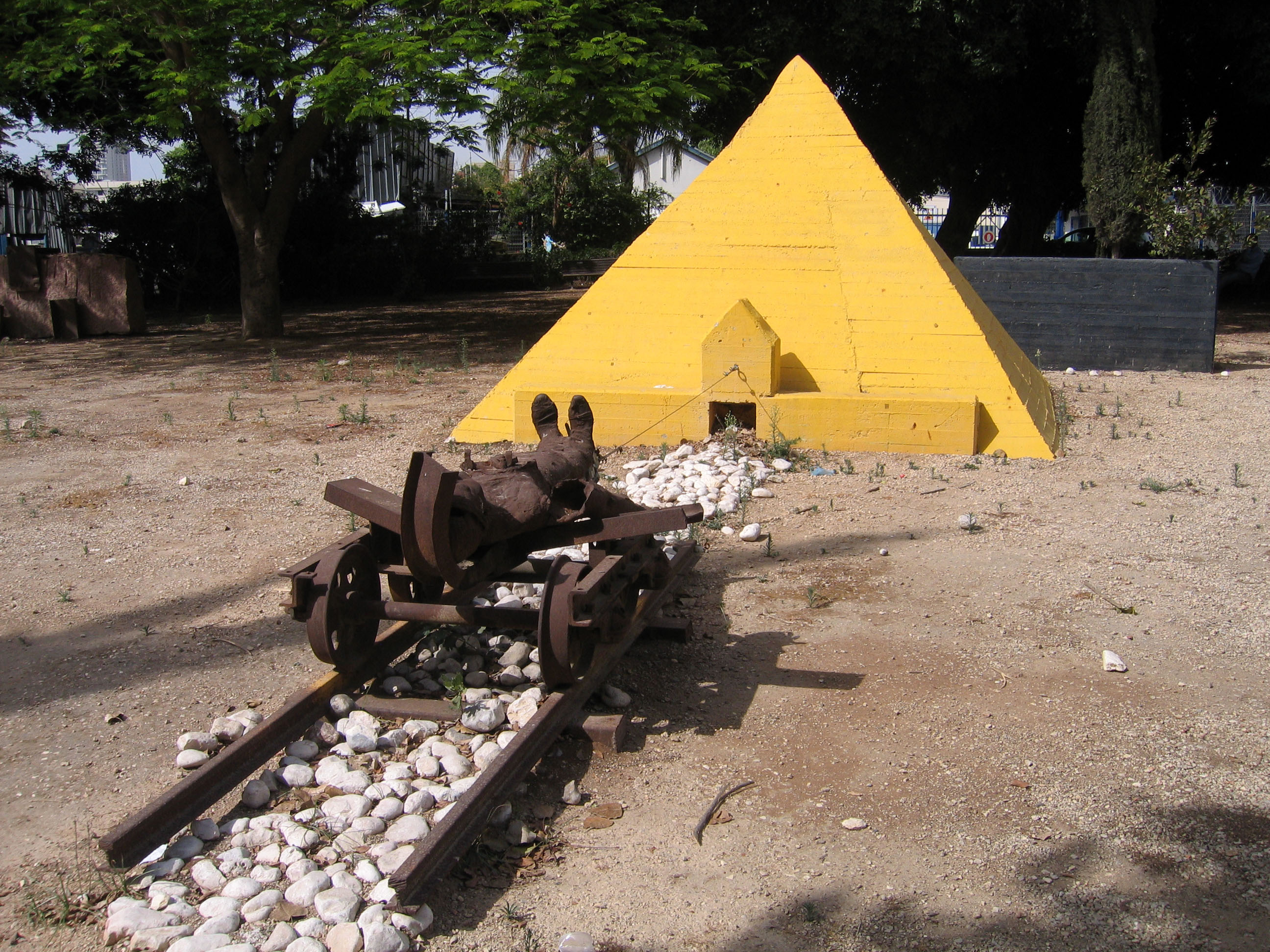
Macht Arbeit Frei? v telavivském parku Abu Nabut
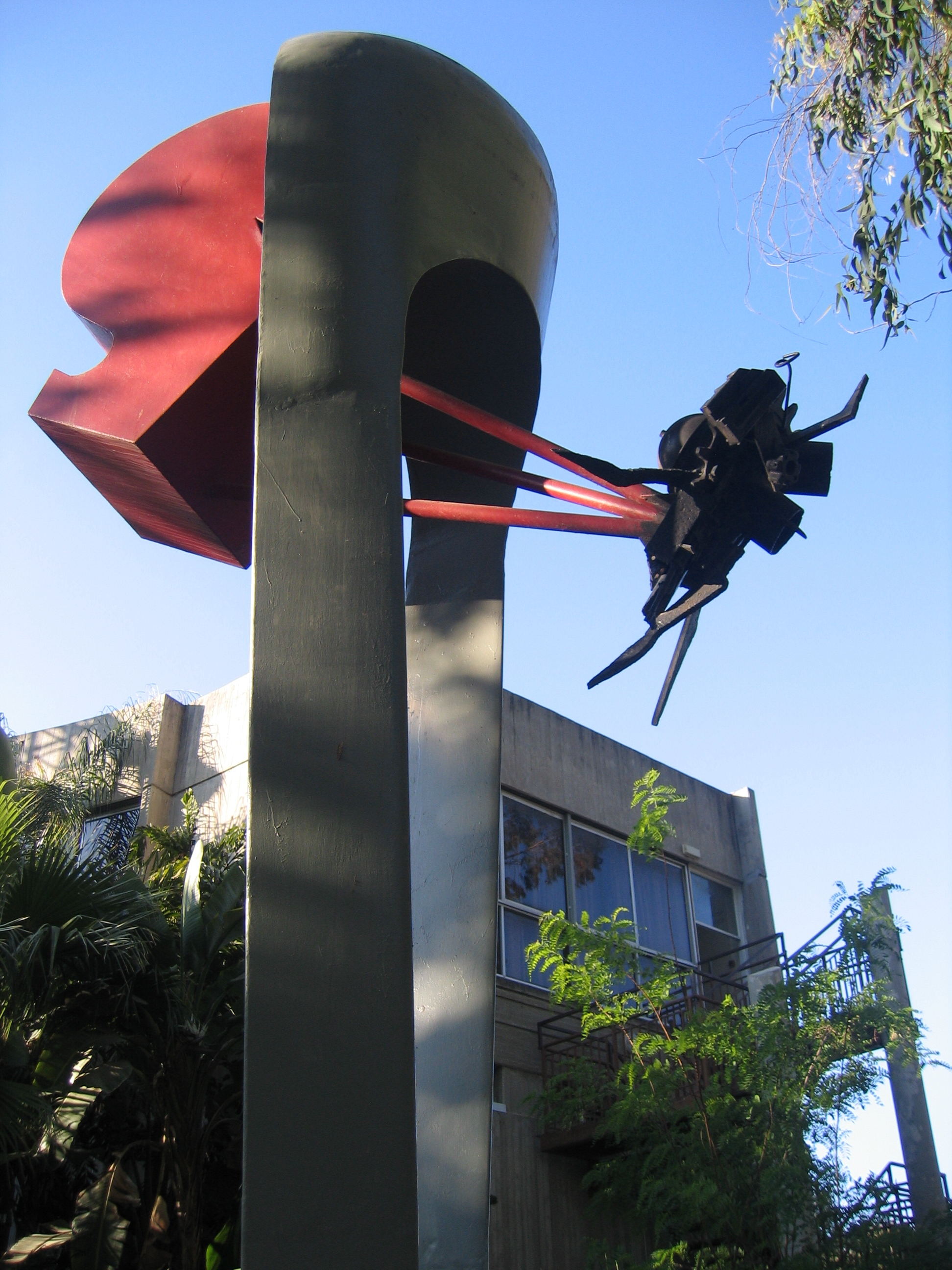
Skulptura ve městě Ramat Gan